# 3×3 German Championship

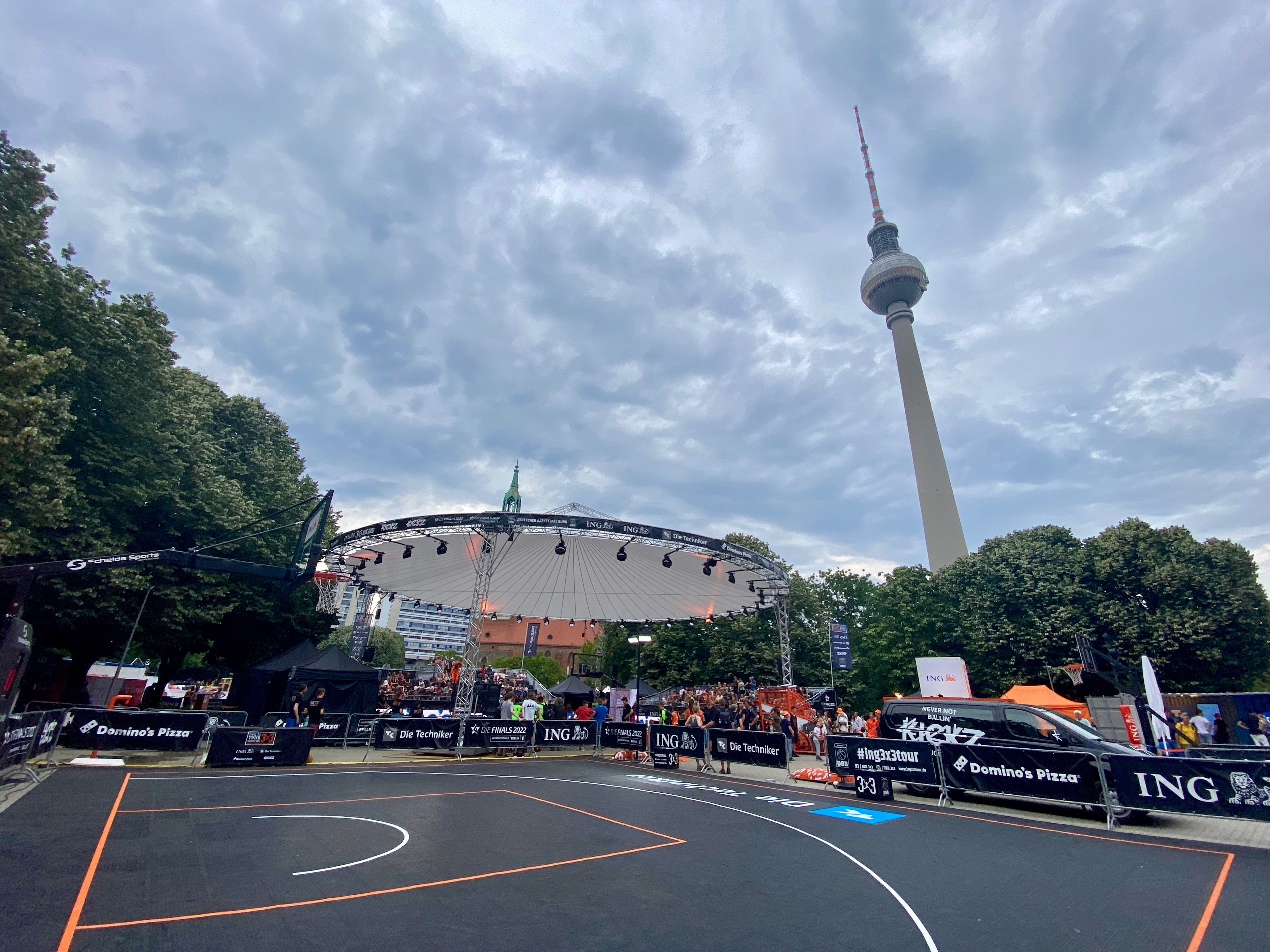
Das Spielfeld der 3×3 German Championship 2022 in Berlin

Die 3×3 German Championship (durch einen Sponsoringvertrag seit 2014 offiziell ING-DiBa 3×3 German Championship bzw. ING 3×3 German Championship) ist ein jährlich ausgetragenes Turnier im 3×3-Basketball. Bei dem seit 2013 bestehenden Turnier spielen deutschlandweite Teams in den Kategorien Damen, Herren, U18 weiblich und U18 männlich die deutsche 3×3-Meisterschaft aus. Die 3×3 German Championship ist das abschließende Turnier der jährlich stattfindenden ING 3×3 Tour und wird vom Deutschen Basketball Bund an wechselnden Orten ausgerichtet. Die Sieger der deutschen 3×3-Meisterschaft der Männer qualifizieren sich für die FIBA 3x3 World Tour, bei welcher sie die Chance haben, sich gegenüber anderen internationalen Teams durchzusetzen und in das weltweite 3×3-Finalturnier einzuziehen.
Bei dem Turnier gewannen deutsche Basketballer wie Dennis Schröder, Kostja Mushidi, Kevin Yebo, Svenja Brunckhorst oder Jennifer Crowder die deutsche Meisterschaft.

## Konzept
Die 3x3 German Championship fungiert als finales Turnier der ING 3x3 Tour, bei welcher alle Sieger der Qualifikationsturniere der verschiedenen Landesverbände an einem zentralen Spielort aufeinandertreffen. Zunächst spielen bis zu 16 Mannschaften in einer Gruppenphase gegeneinander, bei welcher sich die besten achten Mannschaften für das Viertelfinale qualifizieren und daraufhin im K.-o.-System das Siegerteam ermitteln. Das Turnier wird nach dem offiziellen FIBA-3×3-Regelwerk ausgetragen.

## Turniere
Von 2013 bis 2016 fanden die Finalturniere in Berlin vor der Uber Arena an der Spree statt. Im Jahr 2015 traten einmalig auch internationale Teams an, welche direkt den ersten Platz in den Kategorien Damen und Herren erzielen konnten. Von 2017 bis 2019 war Hamburg der Austragungsort, bevor die Meisterschaft 2020 aufgrund der COVID-19-Pandemie abgesagt wurde. In den folgenden Jahren waren Düsseldorf und erneut Berlin Gastgeber der Championship. Im April 2024 wurde angekündigt, dass die 3×3 German Championship im selben Jahr erstmals in Essen auf dem Kennedyplatz ausgetragen werden soll.
| Jahr | Ort        | Siegerteam Herren         | Siegerteam Damen       | Sieger U18 männlich      | Sieger U18 weiblich |
| ---- | ---------- | ------------------------- | ---------------------- | ------------------------ | ------------------- |
| 2013 | Berlin     | Der Stamm                 | Maestras               | Metropol                 | Die Korblegahs      |
| 2014 | Berlin     | init2winit                | Granny Hoops           | Ich hab Bock auf Kotlett | Team Basketfactory  |
| 2015 | Berlin     | 3x3 Ljubljana – Brezovica | damoda.pl              | Vfl Kalbe/Milde          | Dream Killers       |
| 2016 | Berlin     | Avenue Berlin             | Team Zero              | Eddy & the Chipmunks     | Franrafe            |
| 2017 | Hamburg    | Der STAMM                 | Buckets                | triple threat            | Team Regio          |
| 2018 | Hamburg    | Der Stamm Flex            | 2 International Homies | Arnolds Youngsters       | #1 Hessen Girls     |
| 2019 | Hamburg    | Klutsh                    | Kommen um zu bleiben   | Göttingen lebt           | Ibiza Girls         |
| 2021 | Düsseldorf | Der STAMM                 | Eaglettes              | Splash                   | Osnabrück           |
| 2022 | Berlin     | LFDY Düsseldorf U23       | LFDY Düsseldorf        | Hannover 1               | Airballers          |
| 2023 | Berlin     | LFDY Düsseldorf           | LFDY Düsseldorf        | Hannover                 | LFDY Düsseldorf     |

## Medien
Im Rahmen der Finals wurden Spiele der 3×3 German Championship von 2021 bis 2023 auf ARD und ZDF live übertragen. Des Weiteren ist das gesamte Event seit 2021 auf der Streaming-Plattform Twitch als Stream abrufbar.